# Macrorhynchia furcata
Macrorhynchia furcata is een hydroïdpoliep uit de familie Aglaopheniidae. De poliep komt uit het geslacht Macrorhynchia. Macrorhynchia furcata werd in 1900 voor het eerst wetenschappelijk beschreven door Nutting. 